# Stingray Music (Europa)
Stingray Music (anteriormente Music Choice) es un servicio de radio de pago de música digital multilingüe con sede en Alemania, Países Bajos y Reino Unido, propiedad de Stingray Group, y actualmente está disponible en 17 países de Europa y Oriente Medio. Stingray Music consta de varios canales de radio lineales de solo audio, sin comerciales, multilingües, dedicados a un género particular o grupo relacionado de música. Stingray Music también opera un servicio de video a pedido con publicidad que ofrece videos musicales y también transmisiones en vivo por Internet y aplicaciones móviles.

## Historia
El servicio fue lanzado como Music Choice en 1993 por accionistas como Sony y Time Warner. En 2007, Music Choice adquirió a su principal competidor, Xtra Music (DMX).
A fines de junio de 2010, Sky TV eliminó Music Choice de sus suscripciones después de 15 años de servicio. También estuvo disponible durante un tiempo a fines de la década de 1990 en algunos servicios de cable analógico de Reino Unido.
La empresa canadiense Stingray Group compró Music Choice en 2011.
Después de tres años, Music Choice regresó a Reino Unido y se lanzó en la plataforma TalkTalk a través de una aplicación, o 'Player', en YouView a fines de abril de 2013.
El 1 de abril de 2015, Stingray cambió el nombre de Music Choice a Stingray Music.
El 1 de abril de 2019, Stingray Music cerró Ziggo en Países Bajos. Fue reemplazado por Xite Music.

## Canales principales

### Décadas
- 60s
- 70s
- 80s
- 90s
- 00s
- Revival 60s-70s
- Rewind 80s-90s
- Rock N' Roll

### Pop
- All Day Party
- Drive
- Freedom
- Kids
- Silk (Love Songs)
- Total Hits Belgium
- Total Hits France
- Total Hits Germany
- Total Hits Italy
- Total Hits Netherlands
- Total Hits Nordic
- Total Hits Spain
- Total Hits Sweden
- Total Hits UK

### Internacional
- Arabic
- Bollywood Hits
- Chansons
- Classical India
- Hindi Gold
- Hollandse Hits
- Hollandse Hits Gold
- Karneval Germany
- Nederpop
- Nederpop Gold
- Punjabi
- Schlager
- Schlager Sweden
- Sounds of South India
- South Africa Gospel
- South Africa Modern
- South Africa Traditional
- Swiss Hits
- Türk Müzigi
- Volsmusik
- World Carnival

### Dance
- Bass, Breaks & Beats
- Chillout
- Classic R'n'B & Soul
- Disco Classics
- Dance Floor Fillers
- Groove (Disco & Funk)
- Hip Hop

### Rock
- Classic Rock
- Hard Rock
- Harder Than Hell
- Indie Classics
- Rock Anthems
- Rock of Ages

### Country
- Country

### Urbano
- Urban

### Clásica
- Classical Calm
- Classical Greats
- Classical Orchestral

### Jazz
- Cool Jazz
- Jazz Classics

### Otros
- Alternative
- Alternative Classics
- Blues
- Kinderliedjes 6-11 (Países Bajos)
- (Cocktail) Lounge
- New Age
- Peuter & Kleuterliedjes (Países Bajos)
- Reggae
- South African Traditional
- South African Modern
- Carnival